# King of the Elves
King of the Elves (Rei dos Elfos em Tradução Livre) é um filme de animação cancelado, que seria produzido por Walt Disney Animation Studios. Baseado na história de Philip K. Dick, o filme foi originalmente pode ter sido dirigido por Aaron Blaise e Robert Walker, e produzido por John Lasseter e Chuck Williams. Originalmente programado para ser lançado em 2012, o filme foi arquivado em dezembro de 2009.

## Premissa
Baseado na Curta-Metragem de 1953 de Philip K. Dick com o nome The King of the Elves, o filme é sobre uma banda de elfos e uma anã que vivem na moderna Mississippi Delta, seu rei humano ajudou a salvá-los de um troll malvado.

## Observações
O Filme foi cancelado com dificuldade, e problemas com sua história pela Disney Studios.